# Earth Intruders
Earth Intruders is een single van de IJslandse zangeres Björk. Het is de eerste single van haar zesde studioalbum Volta. Op 9 april 2007 kwam de single als officiële download uit. De single werd niet als fysieke single uitgebracht. Er werd alleen een vijftal remixen aangeboden als downloads.

## Videoclip
De videoclip van Earth Intruders is geregisseerd door Michel Ocelot en is geanimeerd. Op 20 april lekte de video op het internet, terwijl de officiële release op 24 april was.